# أندي ماي (لاعب كرة قدم)
أندي ماي (بالإنجليزية: Andy May)‏ (26 فبراير 1964 في المملكة المتحدة - ) هو لاعب كرة قدم بريطاني في مركز الوسط. شارك مع منتخب إنجلترا تحت 21 سنة لكرة القدم. أما مع النوادي، فقد لعب مع بولتون واندررز ومانشستر سيتي ونادي بريستول سيتي ونادي ميلوول وهدرسفيلد تاون ونادي لارن ‏ وويلينج يونايتد.

## وصلات خارجية
- أندي ماي على موقع قاعدة بيانات كرة القدم.إي يو (الإنجليزية)